# Bataille de Nadjaf (2004)
Pour les articles homonymes, voir Bataille de Nadjaf.
Guerre d'Irak
La bataille de Nadjaf oppose pendant la guerre d'Irak les forces de la Coalition à l'Armée du Mahdi de Moqtada al-Sadr dans la ville irakienne de Nadjaf du 5 août au 27 août 2004.

## Déroulement de la bataille

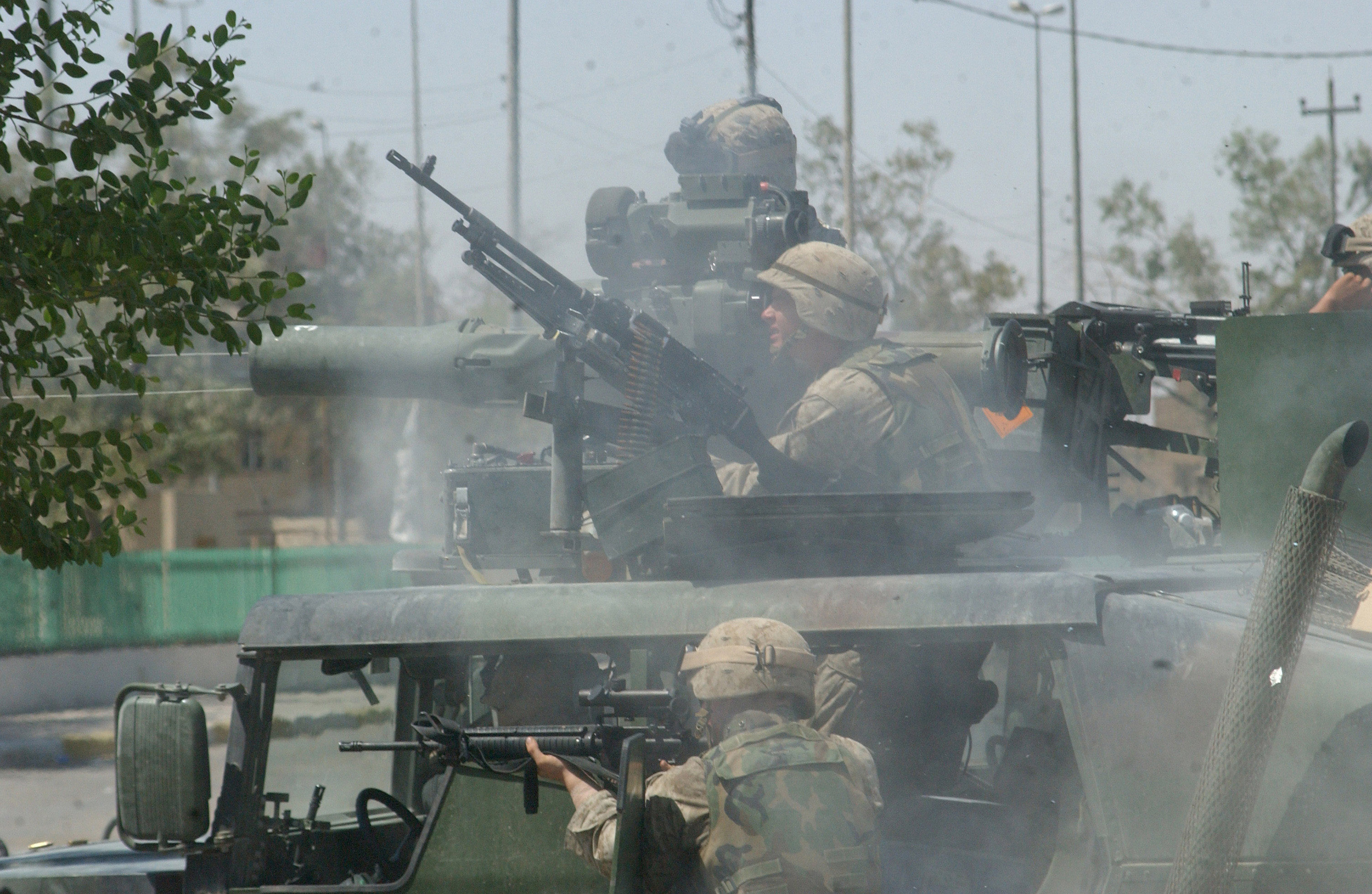
Soldats de la 11e unité expéditionnaire des Marines à Nadjaf le 5 août 2004.

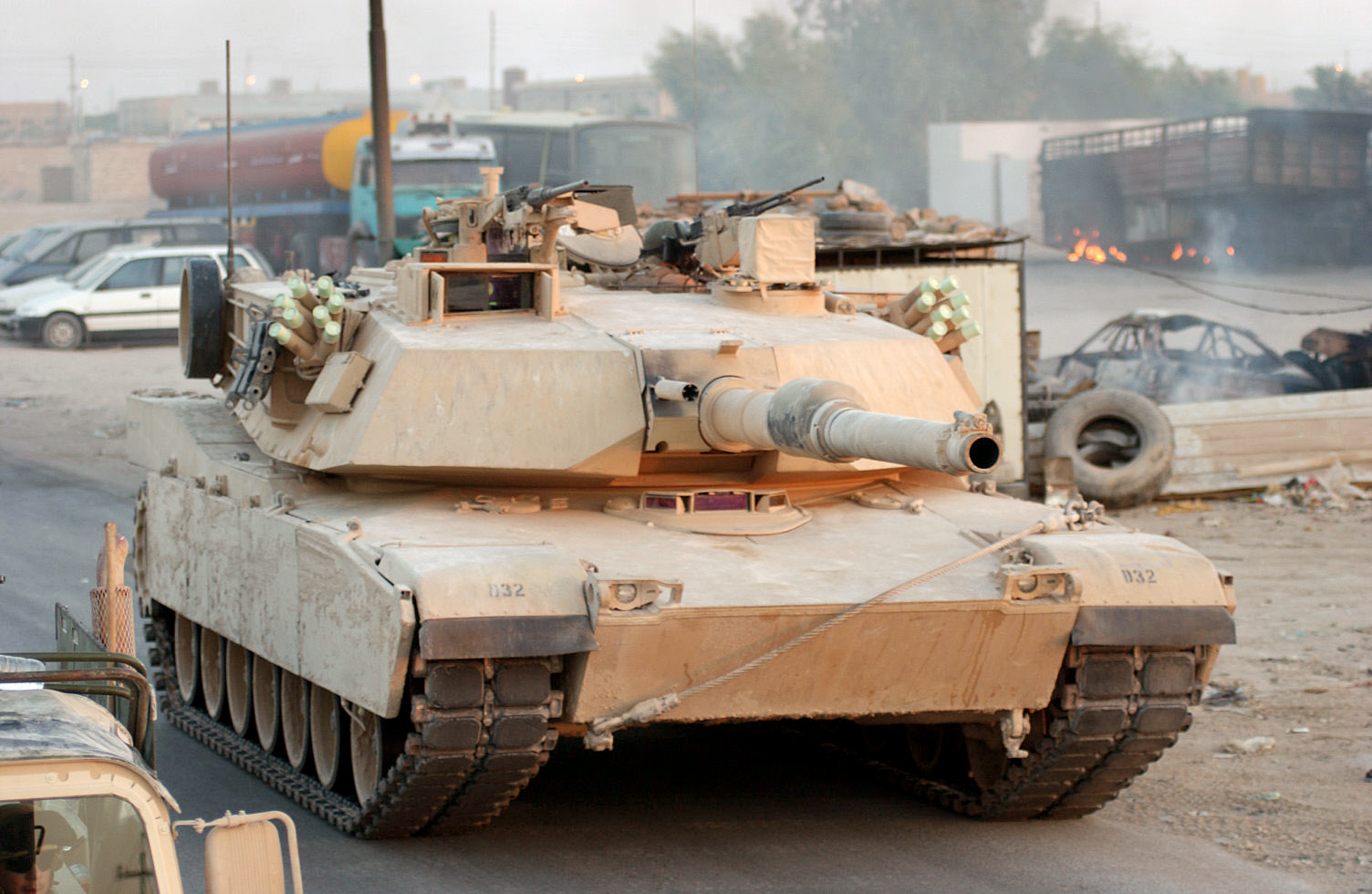
Un char M1 Abrams du Corps des Marines des États-Unis à Nadjaf le 12 août 2004.

Elle débute lorsque les insurgés attaquent un poste de police à 1 heure du matin le 5 août. Leur première attaque est repoussée mais d'autres combattants arrivent sur place vers 3 heures. Peu de temps après, le gouverneur de Nadjaf demande qu'une unité du Corps des Marines des États-Unis soit envoyée dans la ville. À 11 heures, de nouveaux combats éclatent, cette fois-ci dans le cimetière de Wadi-us-Salaam d'une superficie de 11,2 km, le plus grand cimetière du monde arabe, où des combattants de l'Armée du Mahdi sont retranchés.

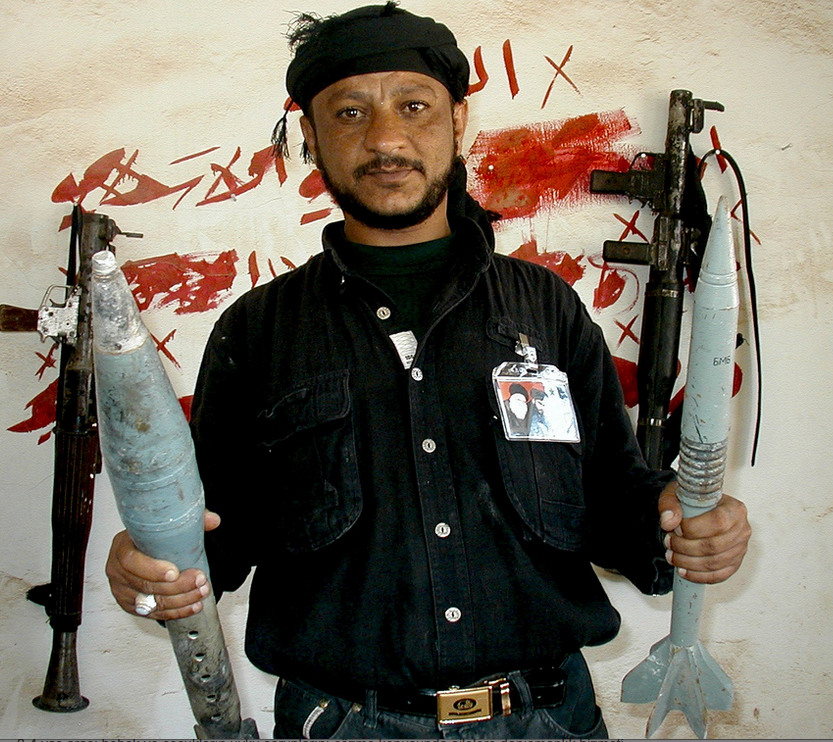
Milicien de l’armée du Mahdi dans le cimetière de Nadjaf

Menés par Cheikh Ansari, des éléments de la Force Al-Qods soutiennent l'Armée du Mahdi au cours des combats.
Le 6 août, un hélicoptère Bell UH-1 Iroquois américain est abattu par des tirs d'armes légères alors qu'il fournissait un soutien aérien rapproché contre les positions insurgées. L'équipage parvient à survivre au crash. Le même jour, 4 soldats américains périssent alors que des combats intenses les opposent à l'Armée du Mahdi dans la ville. Trois bataillons de la 1re division de cavalerie américaine sont envoyés sur place.
Une demi-douzaine de chars M1 Abrams et de M2 Bradley sont mis hors de combat par des tirs de RPG-7 dans les rues étroites de Nadjaf. Les combats débutent dans le centre-ville et près de la mosquée de l'imam Ali de culte chiite où les insurgés de l'Armée du Mahdi avaient battu en retraite. Ces derniers sont bientôt encerclés par les Marines et deux des minarets de la mosquée sont endommagés lors des échanges de tirs. Une unité de soldats salvadoriens attaquent les insurgés à la baïonnette, étant à court de munitions.
Le 23 août, 15 explosions au total secouent la ville, dont des obus d'artillerie et des coups de feu continuent de retentir dans les ruelles de Nadjaf. Le 26 août, 2 F-16 Fighting Falcon de l'US Air Force lâchent deux bombes sur des hôtels situés à proximité du cimetière, détenus par les insurgés. Le raid porte un coup dévastateur à Moqtada al-Sadr qui fera retirer le lendemain matin ses hommes de la ville.

## Cessez-le-feu et conséquences
Le 27 août, la bataille prend fin avec un cessez-le-feu. Plusieurs insurgés jettent leurs armes avant de se retirer de Nadjaf. La police irakienne et les US Marines prennent alors le contrôle de la ville et en assurent la sécurité. Bien que des combats sporadiques continuent dans les mois qui suivent, le gros des insurgés de l'Armée du Mahdi s'enfuit à Sadr City.